# Yves Buelinckx
Yves Buelinckx, né le 22 juin 1972 à Hal, est un joueur de football belge qui évolue comme attaquant de pointe. Il a effectué la majeure partie de sa carrière en Division 2, avec quelques saisons au plus haut niveau. En 2014-2015, il joue au SK Leeuw, en deuxième provinciale.

## Carrière
Yves Buelinckx fait ses débuts en équipe première à AFC Tubize à 18 ans. En 1993, considéré comme un grand espoir du football belge, il est recruté par le FC Bruges. Il ne joue pas beaucoup sur les trois saisons qu'il passe au club, mais remporte néanmoins un titre de champion de Belgique en 1996. Après avoir remporté ce trophée, il signe à Beveren, qui venait de culbuter en Division 2. Souvent blessé, il ne prend part qu'à quelques matches au cours de la saison, qui voit le club remporter le titre.
Yves Buelinckx ne suit pas ses équipiers en D1, et rejoint les néo-promus de Denderleeuw. Avec 23 buts inscrits au cours de la saison, il permet au club de disputer le tour final pour la montée, mais ne le remporte pas. Il quitte le club et signe au RWDM, qui venait de descendre de première division. Malgré ses 41 buts inscrits en deux saisons, le club ne parvient pas à revenir parmi l'élite du football belge. En 2000, il fait son retour en première division, grâce à un transfert chez les promus de La Louvière. Joker de luxe, il y reste deux saisons, avant de retourner en D2, au FC Brussels. 
En juillet 2003, Yves Buelinckx est de retour à Tubize, qui ambitionne de monter en Division 1. Il reste trois saisons dans le club brabançon, qui n'atteint pas l'objectif fixé. Il quitte alors le club pour l'Union Saint-Gilloise. Malgré les 49 buts de Buelinckx, le club est rétrogradé en 2008, et le joueur signe à Ternat, club de Promotion. Le club monte en Division 3 via le tour final dès sa première saison au club, et s'y maintient la seconde. 
En 2010, Yves Buelinckx retourne à son club formateur, le KSK Halle, qui évolue en première provinciale du Brabant.

## Palmarès
- 1 fois champion de Belgique en 1996 avec le FC Bruges.
- 1 fois champion de Belgique de Division 2 en 1997 avec Beveren.